# Catedral de Nuestra Señora (Embrun)
La catedral de Nuestra Señora de Embrun o simplemente catedral de Embrun (en francés: Co-cathédrale Notre-Dame) es una iglesia católica de Franciay antigua catedral situada en la ciudad de Embrun, departamento de Altos Alpes.
La catedral es un monumento histórico y fue la sede del antiguo arzobispado de Embrun, que fue dividido entre la diócesis de Gap y la archidiócesis de Aix en 1822. En su puerta se publicaron en 1489 las treinta y dos proposiciones imputadas a los valdenses, que presagiaban la campaña para expulsarlos como «herejes», que resurgieron en el Dauphiné con un intenso salvajismo durante las Guerras de Religión de Francia: Lesdiguières saqueó la catedral de Embrun en 1585.
En el siglo V las reliquias de san Nazario fueron llevadas a Embrun, que había tenido obispo desde el siglo IV. Embrun se convirtió entonces en un notable lugar de peregrinación. Carlomagno erigió una basílica que fue visitada por el papa León III. La iglesia catedral, construida sobre cimientos que datan de su fundación en el siglo IX, fue construida entre el 1170 y 1220.

## Véase también

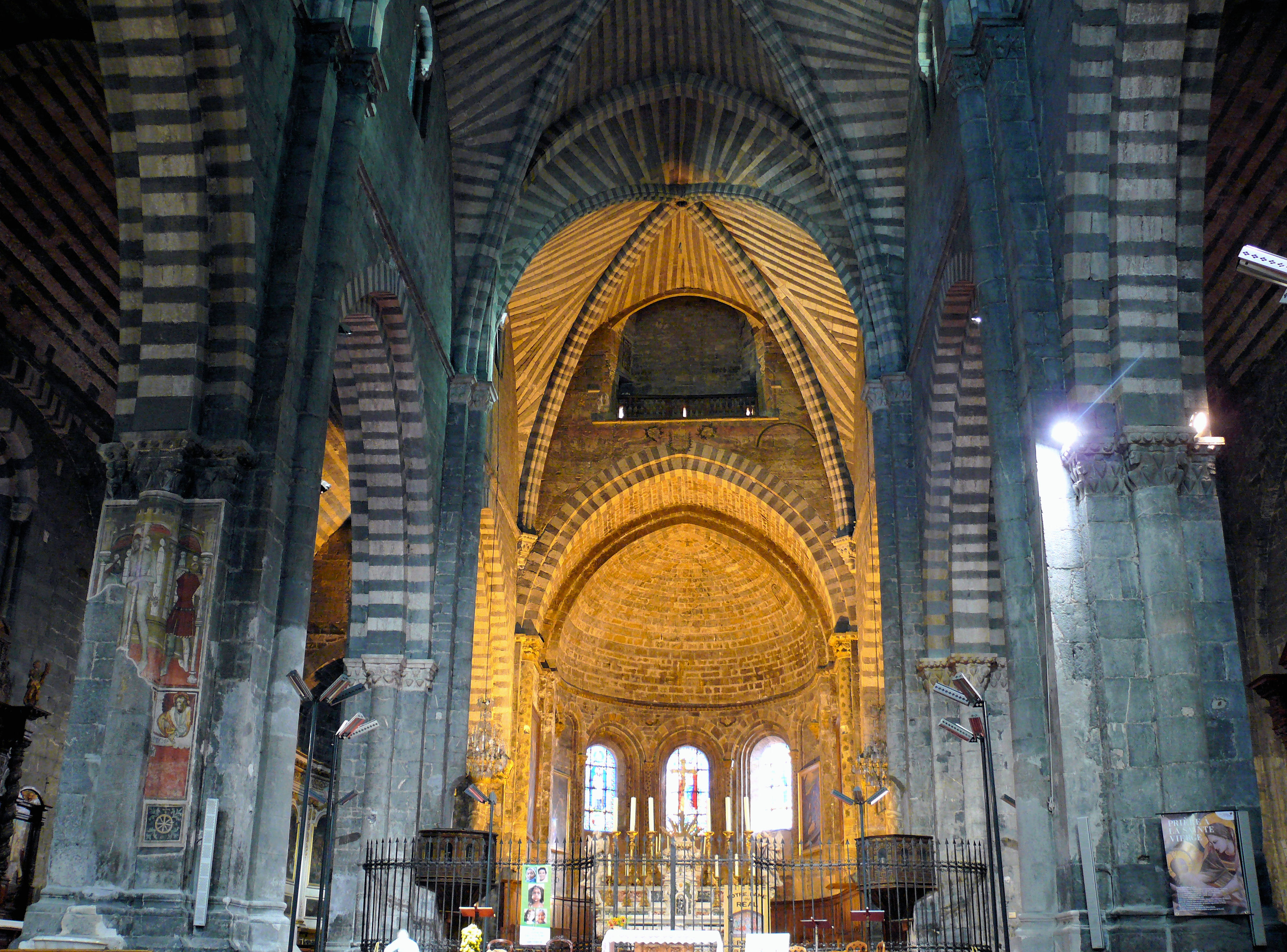
Vista interna